# Tomás O'Ryan
Pour les articles homonymes, voir O'Ryan.
Tomás O'Ryan y Vázquez, né à Madrid le 30 mars 1821 et mort à Madrid le 2 août 1902, est un militaire et homme politique espagnol, gouverneur de Melilla entre 1864 et 1866, puis ministre de la Guerre entre juin et décembre 1888.